# Хижники
Хи́жники — село в Україні, у Старокостянтинівській міській громаді Хмельницького району Хмельницької області.
Населення становить 305 осіб. До 2020 орган місцевого самоврядування — Іршиківська сільська рада.

## Географія
Селом протікає річка Мала Білка, ліва притока Білки.

## Історія
7 (20) листопада 1917 року, відповідно до.Третього Універсалу Української Центральної Ради, увійшло до складу Української Народної Республіки.
12 червня 2020 року, відповідно до розпорядження Кабінету Міністрів України № 727-р «Про визначення адміністративних центрів та затвердження територій територіальних громад Хмельницької області», увійшло до складу Старокостянтинівської міської громади.
19 липня 2020 року, після ліквідації Старокостянтинівського району, село увійшло до Хмельницького району.

## Відомі уродженці
- Доброчаєва Дарія Микитівна (до шлюбу — Ковальчук або Кравчук; 30 березня 1916 — 1 грудня 1995 р.) — український ботанік, лауреат Державної премії УРСР, Заслужений діяч науки і техніки УРСР, доктор біологічних наук.
- Григорук Валерій Іванович (18 липня 1951) — український радіофізик, лауреат Державної премії України, доктор фізико-математичних наук, віце-президент АН ВШ України.